# Aleksandr Pawłow (1880–1937)
Aleksandr Wasiljewicz Pawłow, ros. Александр Васильевич Павлов (ur. 10 grudnia?/22 grudnia 1880 w Odessie, zm. 14 sierpnia 1937) – rosyjski i radziecki wojskowy, uczestnik wojny domowej w Rosji po stronie czerwonych, następnie m.in. wykładowca Akademii Wojskowej im. Frunzego. Ofiara czystki stalinowskiej w Armii Czerwonej.

## Życiorys
Był synem urzędnika z Odessy. W 1898 r. ukończył w rodzinnym mieście szkołę rolniczą, zaś w 1901 – Instytut Rolniczy, uzyskując specjalność agronoma. Przez kolejne trzynaście lat pracował m.in. w szkole rzemieślniczej w Jelisawietpolu oraz jako agronom-instruktor uprawy winorośli i produkcji wina w Anapie w Besarabii. Powołany do wojska w 1914 r., został skierowany do 48 pułku rezerwy, zaś w roku następnym ukończył w Odessie szkołę chorążych. Brał następnie udział w działaniach wojennych na frontach południowo-zachodnim oraz zachodnim. W armii Imperium Rosyjskiego dosłużył się stopnia porucznika. Po rewolucji lutowej został wybrany na przewodniczącego komitetu żołnierskiego w 74 pułku piechoty, zaś w okresie rewolucji październikowej był członkiem komitetu rewolucyjno-wojskowego 7 Armii Frontu Południowo-Zachodniego. W 1917 r. wstąpił do partii bolszewickiej.
Ochotniczo przyłączył się do formowanej w początkach 1918 r. Armii Czerwonej. Na początku tegoż roku został szefem sztabu 7 Armii. W listopadzie 1918 r. powierzono mu kierowanie sztabem 27 dywizji strzeleckiej. Między listopadem 1918 r. a marcem 1919 r. był dowódcą pułku, a następnie 2 brygady 26 dywizji strzeleckiej. Od marca 1919 r. dowodził 27 dywizją strzelecką. 31 lipca 1919 r. został odznaczony Orderem Czerwonego Sztandaru za zwycięstwo, jakie odniósł na czele swojej dywizji w starciu pod stacją Uszarowa nad Biełą. W grudniu 1919 r. Pawłow został dowódcą 10 Armii i pozostawał na tymże stanowisku do czerwca roku następnego. Pod jego dowództwem 10 Armia brała udział w  zwycięskich dla czerwonych operacjach tichorieckiej oraz kubańsko-noworosyjskiej, których rezultatem było zmuszenie białych Sił Zbrojnych Południa Rosji do opuszczenia Północnego Kaukazu i ewakuacji na Krym.
Od sierpnia do grudnia 1920 r. dowodził wydzieloną dywizją Wojsk Wewnętrznej Ochrony Republiki na Froncie Zachodnim.
Brał udział w tłumieniu powstania tambowskiego jako dowódca wojsk guberni tambowskiej, dokąd skierowano go w grudniu 1920 r. W lipcu 1921 r. został przeniesiony na stanowisko inspektora piechoty sił zbrojnych Ukrainy i Krymu. Od czerwca 1922 r. dowodził 4 korpusem strzeleckim, następnie od kwietnia 1924 r. był zastępcą dowódcy Zachodniego Okręgu Wojskowego. W lutym 1926 r. przeniesiono go na stanowisko zastępcy Nadwołżańskiego Okręgu Wojskowego, które sprawował przez pięć lat. W 1931 r. został zastępcą inspektora piechoty Armii Czerwonej.
Od 1931 r. prowadził zajęcia z zakresu taktyki na Akademii Wojskowej im. Frunzego. W 1934 r. został kierownikiem Wydziału Specjalnego Akademii, będąc równocześnie jego słuchaczem (ukończył kurs w 1936 r.). W styczniu 1937 r. mianowano go zastępcą kierownika Akademii odpowiedzialnym za studia zaoczne. W 1935 r. nadano mu stopień wojskowy komdywa.
Aleksandr Pawłow został aresztowany 5 czerwca 1937 r., w początkowej fazie stalinowskich czystek w Armii Czerwonej. 14 sierpnia tego samego roku został oskarżony o udział w antypaństwowym spisku wojskowym, skazany na śmierć i rozstrzelany.
2 czerwca 1956 r. został zrehabilitowany.